# Hans Gaede

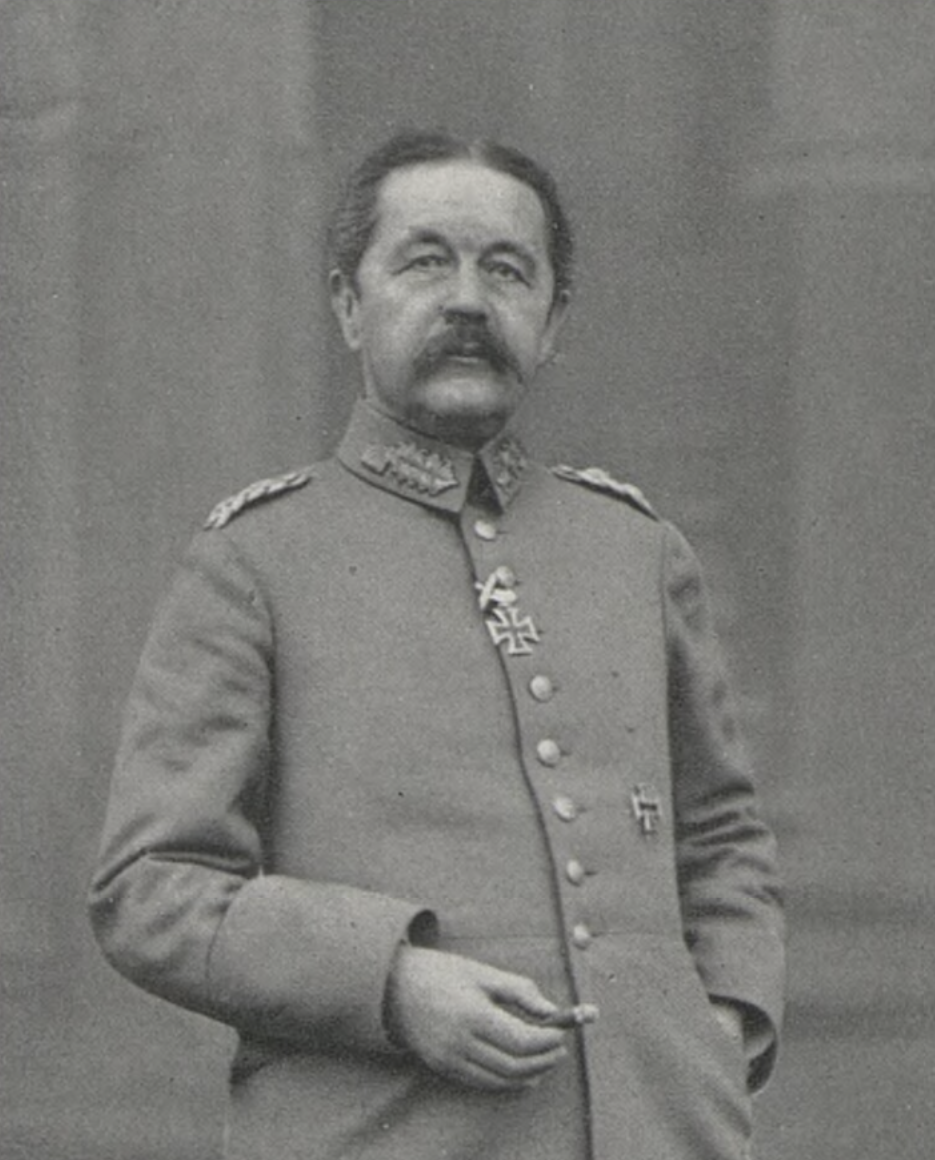
Hans Gaede

 Hans Emil Alexander Gaede (* 19. Februar 1852 in Kolberg; † 16. September 1916 in Freiburg im Breisgau) war ein preußischer General der Infanterie im Ersten Weltkrieg.

## Leben

### Herkunft
Hans war der Sohn des preußischen Generalmajors Alexander Gaede (1813–1882) und dessen Ehefrau Emilie, geborene Franke (1825–1888). Am 26. Januar 1883 heiratete Gaede Elisabeth Müller.

### Militärkarriere

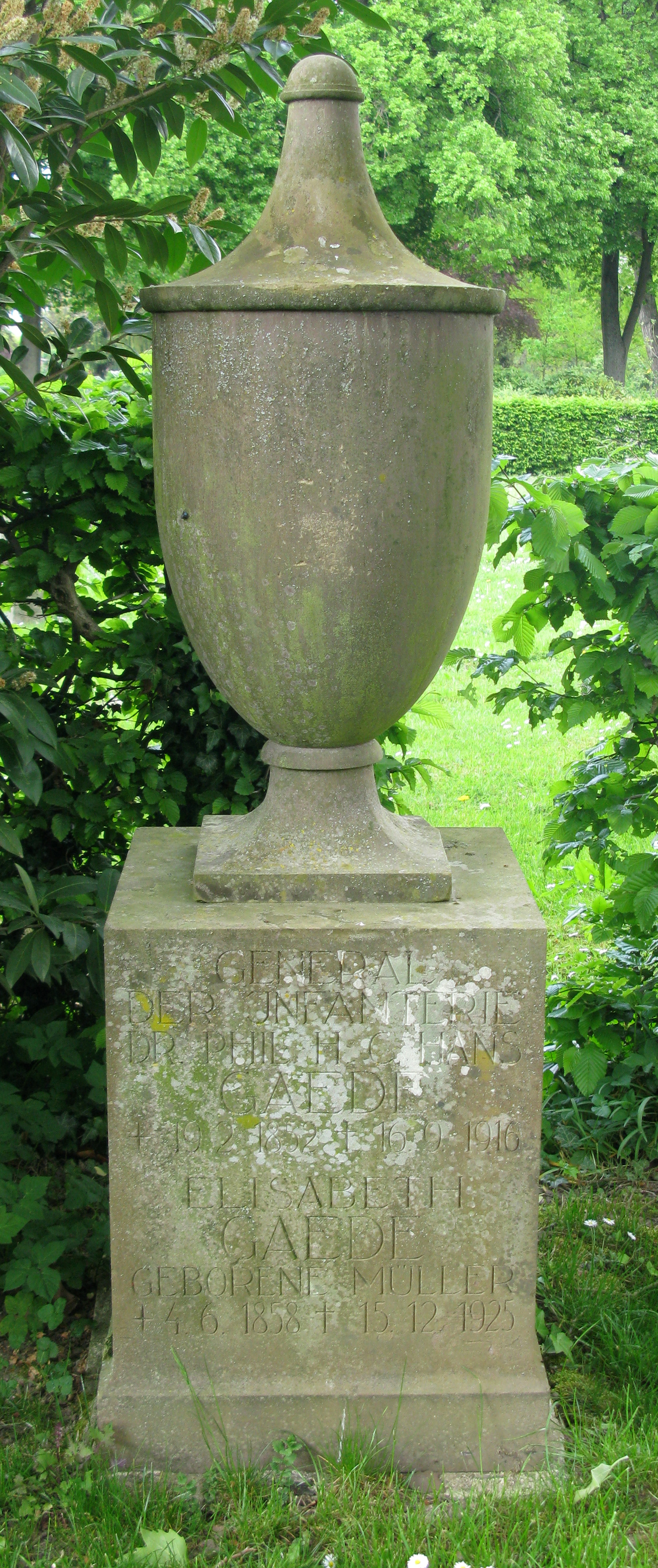
Grab auf dem Freiburger Hauptfriedhof

Gaede studierte Mathematik an den Universitäten in Bonn und Berlin, wurde 1869 Mitglied der Bonner Burschenschaft Frankonia, und trat am 1. April 1870 als Fahnenjunker in das Grenadier-Regiment „König Friedrich Wilhelm IV.“ (1. Pommersches) Nr. 2 der Preußischen Armee ein. Er nahm am Deutsch-Französischen Krieg teil und erhielt das Eiserne Kreuz II. Klasse.
Am 1. Oktober 1873 wurde er zur Kriegsakademie kommandiert und war anschließend ab 13. April 1878 zur Landesaufnahme kommandiert, ab 1. April 1881 im Großen Generalstab eingesetzt. Am 11. März 1886 wurde er Kompaniechef im 8. Rheinischen Infanterie-Regiment Nr. 70. Ab 1. Oktober 1887 war er zum Kriegsministerium kommandiert und während seines Dienstes dort am 15. November 1887 dem Infanterie-Regiment Nr. 70 aggregiert, am 22. März 1888 à la suite des Regiments gestellt. Am 23. September 1892 wurde er Kommandeur des II. Bataillons im 5. Badischen Infanterie-Regiment Nr. 113. Ab 18. April 1893 wieder zum Kriegsministerium kommandiert, wurde er dort ab 25. Juli 1893 mit Wahrnehmung der Geschäfte eines Abteilungschefs im Kriegsministerium beauftragt und am 14. Mai 1894 Abteilungschef. Am 22. März 1897 wurde Gaede Kommandant der Festung Thorn und am 17. Dezember 1898 Kommandeur des Infanterie-Regiments „von Winterfeldt“ (2. Oberschlesisches) Nr. 23. Am 22. März 1900 mit der Führung der 84. Infanterie-Brigade beauftragt, wurde er am 18. April 1900 deren Kommandeur. Seine letzte Dienststellung war ab 22. April 1904 Kommandeur der 33. Division. Am 2. März 1907 wurde er unter Verleihung des Kronenordens I. Klasse auf sein Gesuch hin zur Disposition gestellt.
Bei Kriegsausbruch 1914 wurde er, in Freiburg wohnend, reaktiviert und zum Kommandierenden General des Stellvertretenden Generalkommandos des XIV. Armee-Korps ernannt. Nachdem dieses am 13. August 1914 für mobil erklärt wurde, erhielt Gaede den Oberbefehl im südlichen Oberelsass übertragen. Hier hatte er in der Folgezeit Abwehrkämpfe, u. a. in der zweiten Schlacht bei Mülhausen, bei Colmar, im Münstertal und am Hartmannsweilerkopf gegen die Franzosen (Armée d’Alsace) zu bestehen. Gaede wurde Oberkommandierender der nach ihm benannten Armeeabteilung und erhielt für seine Leistungen während der Abwehrkämpfe am 25. August 1915 den Orden Pour le Mérite. Infolge einer schweren Erkrankung wurde seine Mobilmachungsbestimmung am 3. September 1916 aufgehoben und er in den Ruhestand versetzt. Gaede verstarb kurz darauf an den Folgen einer Operation.
Gaedes Misstrauen gegenüber den elsässischen Soldaten führte dazu, dass diese von der West- an die Ostfront versetzt wurden.

### Werke
Gaede verfasste u. a. die kriegsgeschichtliche Studie Der Feldzug um Freiburg 1644 und war an weiteren militärgeschichtlichen Schriften beteiligt. Die Universität Freiburg verlieh ihm daher am 25. Dezember 1915 die Ehrendoktorwürde der Philosophie.